# Sister Christian
«Sister Christian» (en español: «Hermana Christian») es el título de una power ballad interpretada por la banda estadounidense de hard rock Night Ranger. La canción fue escrita por Kelly Keagy y producida por Pat Glasser. Se publicó originalmente como el cuarto tema y segundo sencillo del segundo álbum de estudio titulado Midnight Madness (1983) por la empresa discográfica MCA Records el 13 de febrero de 1984.

## Publicación
La melodía se lanzó en febrero de 1984 según el país de publicación, siendo el segundo sencillo de Midnight Madness. Al igual que el disco, este vinilo fue producido por Pat Glasser. En dicho vinilo se numera en la cara B «Chippin' Away», canción compuesta por Jack Blades y Brad Gillis.

## Versiones promocionales
Existen dos ediciones de promoción de «Sister Christian» y se publicaron de forma gratuita en vinilos de siete y doce pulgadas. En la primera se numera la melodía sin el solo de guitarra que se incluye en el disco comercial, en tanto, la edición de doce pulgadas contiene una versión corta y larga del tema.

## Recepción
El tema logró una gran aceptación en los países anglosajones de Norteamérica y se vio reflejado en los listados de popularidad, pues en Canadá se colocó en la 1.ª posición de la lista de sencillos de la revista RPM el 28 de julio de 1984, mientras que en el Hot 100 del Billboard estadounidense se ubicó en el 5.º puesto. En Alemania y Australia, «Sister Christian» no obtuvo tan buena acogida como en los EE. UU. y Canadá; aun así, llegó al lugar 67.º y 99.º del Media Control Charts y Kent Music Report respectivamente.
Eduardo Rivadavia de Allmusic describió a esta canción en su reseña a Midnight Madness como «una power ballad infame que relegó al grupo a un estado de one hit wonder».

## Lista de canciones
Versión comercial

| Cara A |                    |              |          |  |
| N.º    | Título             | Escritor(es) | Duración |  |
| 1.     | «Sister Christian» | Kelly Keagy  | 4:04     |  |

| Cara B |                 |                           |          |  |
| N.º    | Título          | Escritor(es)              | Duración |  |
| 2.     | «Chippin' Away» | Jack Blades / Brad Gillis | 4:10     |  |
| 8:14   |                 |                           |          |  |

Versión promocional de 7 pulgadas

| Cara A |                                           |              |          |  |
| N.º    | Título                                    | Escritor(es) | Duración |  |
| 1.     | «Sister Christian» (sin solo de guitarra) | Kelly Keagy  | 3:55     |  |

| Cara B |                                           |              |          |  |
| N.º    | Título                                    | Escritor(es) | Duración |  |
| 2.     | «Sister Christian» (sin solo de guitarra) | Kelly Keagy  | 3:55     |  |
| 7:50   |                                           |              |          |  |

Versión promocional de 12 pulgadas

| Cara A |                                    |              |          |  |
| N.º    | Título                             | Escritor(es) | Duración |  |
| 1.     | «Sister Christian» (versión larga) | Kelly Keagy  | 5:03     |  |

| Cara B |                                    |              |          |  |
| N.º    | Título                             | Escritor(es) | Duración |  |
| 2.     | «Sister Christian» (versión corta) | Kelly Keagy  | 4:04     |  |
| 9:07   |                                    |              |          |  |

## Créditos
- Kelly Keagy — voz principal y batería.
- Jack Blades — bajo y coros.
- Brad Gillis — guitarra y coros.
- Jeff Watson — guitarra.
- Alan Fitzgerald — teclados y piano.

## Listas
| Año  | País           | Lista                         | Posición máxima |
| ---- | -------------- | ----------------------------- | --------------- |
| 1984 | Alemania       | Media Control Top 100 Singles | 68.º            |
| 1984 | Australia      | Kent Music Report             | 99.º            |
| 1984 | Canadá         | RPM Magazine Top 100 Singles  | 1.º             |
| 1984 | Estados Unidos | Billboard Hot 100             | 5.º             |

| Anterior: «Self Control» de Laura Branigan | RPM Magazine Top 100 Singles — Sencillos N.º 1 28 de julio de 1984 — 4 de agosto de 1984 | Siguiente: «When Doves Cry» de Prince |

## En la cultura popular
- El tema aparece en el filme Boogie Nights de 1997.[9]
- En la película Superstar se puede escuchar esta melodía.[9]
- En el videojuego Grand Theft Auto: Vice City, «Sister Christian» se sintoniza en la estación de radio Emotion 98.3.[9]
- Se oye en una escena de The Lather Effect, película de 2006.[9]
- En el capítulo «The Trial» de la serie televisiva estadounidense My Name Is Earl aparece este tema.[9]
- En un episodio de Samantha ¿qué? se escucha la canción.[9]
- Se numera en el juego de vídeo Saints Row 2.[9]
- Esta canción se enlista en la banda sonora del filme slasher de 2009 Viernes 13.[9]
- La melodía aparece en una parte de la película Los elegidos:The Boondock Saints II de 2009.[9]
- La canción aparece en el trailer y la película Air de 2023